# Księga Jubileuszów
Księga Jubileuszów – dzieło należące do żydowskiej literatury religijnej typu midraszowego datowane na połowę II wieku przed Chrystusem. Zawiera homiletyczne i symboliczne wyjaśnienia do początku Pięcioksięgu, od pierwszego rozdziału Księgi Rodzaju do trzynastego rozdziału Księgi Wyjścia. W chrześcijaństwie jest zaliczana do apokryfów Starego Testamentu, choć Etiopski Kościół Ortodoksyjny włączył go do swego  kanonu Biblii.

## Czas powstania i nazwy
Tekst powstał w języku hebrajskim w środowisku palestyńskim. Jest dziełem wczesnego pokolenia faryzeuszy. Datuje się go na połowę II wieku p.n.e. Tytuł księgi został wzięty od kończących ją przepisów dotyczących świętowania jubileuszów i szabatów. Nadawano jej również inne nazwy, m.in. Mała Księga Rodzaju, Apokalipsa Mojżesza, Testament Mojżesza, Życie Adama, Księga czterdziestu dziewięciu okresów.

## Charakter i zawartość
Tekst jest zbiorem midraszy. Można w nim znaleźć zarówno gatunek midrasz-hagada jak i midrasz-halacha.
Treść Księgi tworzą parafrazy Księgi Rodzaju. Zawiera wiele wątków apokryficznych, inspirowanych zwłaszcza Księgą Henocha. Księga mówi m.in. o widzeniu, które miał otrzymać Mojżesz od Boga na górze Synaj. W rozdziale 23,17 występują wątki milenarystyczne, którymi inspirował się m.in. św. Justyn.